# Formosatettix xianggelila
Formosatettix xianggelila är en insektsart som beskrevs av Zheng, Z. och X. Ou 2004. Formosatettix xianggelila ingår i släktet Formosatettix och familjen torngräshoppor. Inga underarter finns listade i Catalogue of Life.